# Torneio FGF Sub-20
O Torneio FGF Sub-20 foi uma competição futebolística de categoria de base organizada de forma excepcional pela Federação Goiana de Futebol (FGF). Foi disputada por nove agremiações entre os dias 3 de outubro e 18 de novembro de 2020.
O certame foi realizado como substituto do Campeonato Goiano Sub-20, que havia sido cancelado em decorrência da pandemia de COVID-19. O Atlético Goianiense, por sua vez, venceu a decisão contra a Anapolina e conquistou o título.

## Participantes e regulamento
O calendário das categorias de base foram divulgados no início do primeiro semestre pela Federação Goiana de Futebol. O Campeonato Goiano Sub-20, por sua vez, foi definido em um Conselho Técnico realizado no dia 13 de fevereiro. Este iniciou em 13 de março e teve a sua rodada inaugural encerrada; contudo, foi suspenso por causa da pandemia de COVID-19 e posteriormente substituído por um novo certame. No entanto, o número de participantes foi reduzido de doze para nove: Anapolina, Anápolis, Aparecida, Atlético Goianiense, Flugoiânia, Itumbiara, São Luís, União Inhumas e Vila Nova. O regulamento, por sua vez, dividiu os clubes em dois grupos, pelos quais enfrentaram os adversários do próprio chaveamento em jogos de turno e returno. Após dez rodadas, os dois primeiros colocados de cada grupo se classificaram para as semifinais. Após partidas de ida e volta das semifinais, disputadas entre o clube melhor colocado na primeira fase e o quarto melhor e entre o segundo e o terceiro, os dois vencedores avançaram para a final. Esta terceira e última fase foi disputada também em duas partidas, com o mando de campo da última partida para o clube com melhor campanha.

## Resultados

### Grupo A
- O União Inhumas perdeu seis pontos por determinação do TJD.[9]
- Fonte: Federação Goiana de Futebol

### Grupo B
- Aparecida e Vila Nova empataram no número de pontos. O posicionamento final foi decidido nos critérios de desempate, o saldo de gols.
- Fonte: Federação Goiana de Futebol

### Fases finais
|  | Semifinais          | Semifinais          | Semifinais | Semifinais |   |           | Final | Final | Final | Final |
|  |                     |                     |            |            |   |           |       |       |       |       |
|  | São Luís            | 3                   | 0          | 3          |   |           |       |       |       |       |
|  | Anapolina           | 4                   | 0          | 4          |   |           |       |       |       |       |
|  | Anapolina           | 4                   | 0          | 4          |   | Anapolina | 1     | 0     | 1     |       |
|  |                     |                     |            |            |   | Anapolina | 1     | 0     | 1     |       |
|  |                     | Atlético Goianiense | 1          | 1          | 2 |           |       |       |       |       |
|  | Aparecida           | Atlético Goianiense | 1          | 1          | 2 | 2         | 0     | 2     |       |       |
|  | Aparecida           |                     |            |            |   | 2         | 0     | 2     |       |       |
|  | Atlético Goianiense | 4                   | 4          | 8          |   |           |       |       |       |       |

- Em itálico, os clubes que possuem o mando de jogo na partida de ida. Em negrito, os vencedores do confronto.
- Este chaveamento foi adaptado para uma melhor visualização.
- Fonte: Federação Goiana de Futebol